# Svisch-gruppen
Svisch-gruppen var en svensk konstnärsgrupp som under 1960-talet reste runt i landet och uppförde litterära happenings och gjorde utställningar med konkret poesi. Gruppen hade tagit sitt namn ifrån en antologi över ung svensk konkret poesi som hette Svisch från 1964.
Några av deltagarna i gruppen var: Öyvind Fahlström, Carl Fredrik Reuterswärd, Elis Eriksson, Torsten Ekbom, Åke Hodell, Leif Nylén, Mats G. Bengtsson och Bengt Emil Johnson. De gjorde också en utställning på Moderna Museet och anordnade där så kallade Svisch-aftnar.